# Карі Легтонен
Карі Легтонен (фін. Kari Lehtonen; 16 листопада 1983, м. Гельсінкі, Фінляндія) — фінський хокеїст, воротар.
Вихованець хокейної школи «Йокеріт» (Гельсінкі). Виступав за «Йокеріт» (Гельсінкі), «Чикаго Вулвс» (АХЛ), «Атланта Трешерс», «Даллас Старс».
В чемпіонатах НХЛ — 649 матчів, у турнірах Кубка Стенлі — 19 матчів. В чемпіонатах Фінляндії — 72 матчі, у плей-оф — 21 матч.
У складі національної збірної Фінляндії учасник чемпіонатів світу 2002, 2003, 2007 і 2012 (9 матчів), учасник Кубка світу 2004 (0 матчів). У складі молодіжної збірної Фінляндії учасник чемпіонатів світу 2001, 2002 і 2003. У складі юніорської збірної Фінляндії учасник чемпіонатів світу 2000 і 2001.
Досягнення
- Бронзовий призер зимових Олімпійських ігор (2014)
- Срібний призер чемпіонату світу (2007)
- Фіналіст Кубка світу (2004)
- Чемпіон Фінляндії (2002)
- Срібний призер молодіжного чемпіонату світу (2001), бронзовий призер (2002, 2003)
- Переможець юніорського чемпіонату світу (2000), бронзовий призер (2001).